# 伊藤啓介
伊藤 啓介（いとう けいすけ、1904年（明治37年）12月31日 - 没年不明）は、日本の実業家。高岳製作所元取締役。三井銀行（現・三井住友銀行）元常任監査役。東京光学機械（現・トプコン）元監査役。

## 経歴
埼玉県大里郡寄居町の吉田正治の次男として生まれた。早くに父を亡くし、義兄の医師・幾瀬量（娘は幾瀬マサ）の世話になる。幾瀬の先輩の伊藤新作（日本煉瓦製造営業部長）を紹介され懇意になり、望まれて伊藤の末期養子及びその妻伊藤乃ふの養子となる。
旧制熊谷中学、旧制松本高校文科乙類を経て、1928年（昭和3年）に東京帝国大学経済学部を卒業。大学卒業後、三井銀行（現・三井住友銀行）に入行。同行にて監査役・常任監査役を歴任。1962年（昭和37年）11月に高岳製作所取締役、1965年（昭和40年）11月に東京光学機械（現・トプコン）監査役に就任した。その後、高岳製作所にて顧問（非常勤）を務めた。

## 人物
宗教は仏教。

## 家族
- 養母・乃ふ(伊藤新作の妻)
- 妻・みち（1913年5月29日 - 没年不明、山岡勘一の長女）
- 長男・新造
- 孫に芸人のいとうあさこがいる。